# Influence de l'art grec hellénistique sur l'art de la Rome antique

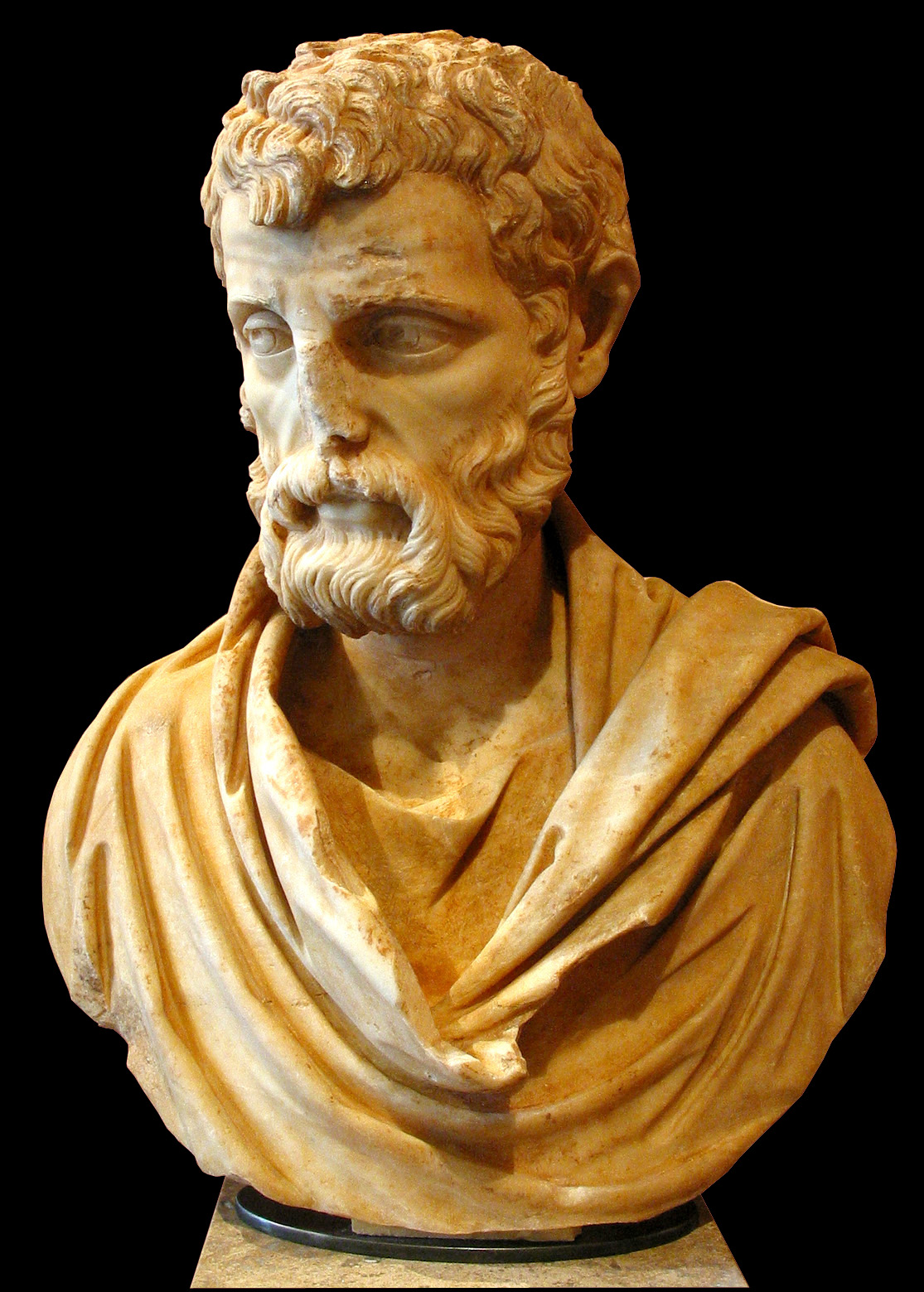
Portrait d'Hérode Atticus, vers 161. Musée du Louvre, Ma 1164.

L'Influence de l'art grec hellénistique sur l'art de la Rome antique permet de juger de l'originalité de l'art romain. La question « y a-t-il un art romain ? » a un sens dès l'Antiquité et singulièrement à partir du IIe siècle av. J.-C., au moment où les légions romaines pénètrent en Grèce et dans les royaumes hellénistiques d'Asie mineure (en fait les territoires autrefois grecs de l'actuelle Turquie). Elle émerge à partir de la deuxième guerre punique et la prise des villes grecques d'Italie du Sud (prise de Syracuse en -212 par le consul M. Claudius Marcellus et sac de Tarente, en -209 par Fabius Cunctator). En -168, le consul Paul Émile vainc Persée de Macédoine à la bataille de Pydna; son triomphe, qui dure trois jours, fera défiler dans Rome un nombre considérable d'œuvres grecques. En 146 av. J.-C. le consul Lucius Mummius prend Corinthe et la met à sac. En 133 av. J.-C., le roi de Pergame Attale III lègue son riche royaume à Rome. 
Dans la Ville, l'art grec hellénistique est considéré avec mépris par la vieille aristocratie romaine conservatrice, d'autant plus qu'il rencontre la faveur, parfois sans nuance, de la plèbe. En témoigne la description des conséquences de la prise de Syracuse en -212 que dresse Plutarque. De même, en -184, Caton l'Ancien, dans ses discours transmis par Tite-Live, flétrit le philhellénisme ambiant et combat l'abrogation de lois somptuaires (loi Oppia). Toutefois, certaines familles, notamment les Scipions, vont faire évoluer le goût des élites. 
On peut dire qu'au Ier siècle av. J.-C., l'art grec hellénistique est enfin reçu par les classes dirigeantes de la société, non pas servilement, mais dans le souci de le concilier avec certains traits artistiques traditionnels. L'art romain va garder un contenu politique au sens où il exprime, à cette époque, les idéaux et les références de la nobilitas. Dans le régime républicain, qui à Rome est une oligarchie, tous veillent à ce qu'aucun n'acquiert une audience en dehors des institutions et du cadre familial. Toute initiative dans le domaine artistique doit soit se maintenir dans la sphère privée (c'est le cas de l'art du portrait), soit s'exercer dans le cadre public, mais en tout anonymat. Il est symptomatique qu'en -184 le censeur Caton l'Ancien puisse attacher le nom de sa gens à la Basilica Porcia qu'il fait construire sur le forum dans un but purement civique (et en n'imitant en rien le plan des stoa hellénistiques), tandis que Pompée, en 55 av. J.-C., doit user de l'alibi d'un petit temple à Vénus Vitrix, pour construire un bâtiment à vocation artistique, le premier théâtre en pierre de Rome, sans pouvoir y attacher son nom (qui n'apparaît pas sur la Forma Urbis). La fondation de l'Empire par Auguste, et l'émergence d'un pouvoir personnel, vont complètement changer cet état de chose à partir de 27 av. J.-C.

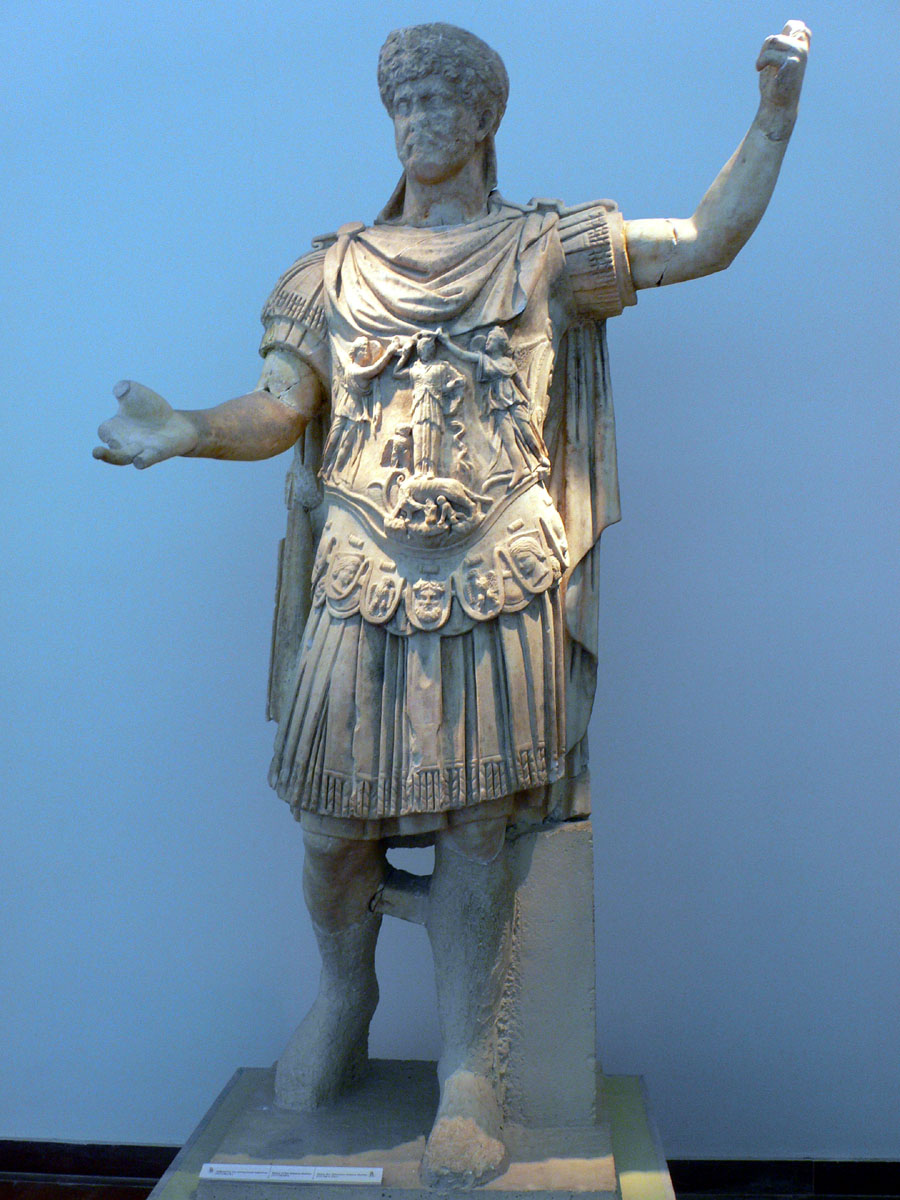
Hadrien, 160. Musée archéologique d'Olympie

Au Ier siècle, s'affirme alors une sorte de Querelle des Anciens et des Modernes. Les intellectuels, souvent issus de l'ancienne aristocratie, ou les homines novi, pressés de se réclamer des valeurs de cette dernière, vont proclamer la supériorité de l'art grec. Mais la visée est encore une fois conservatrice. L'art grec s'étant fait toute sa place à Rome, il s'agit de lutter contre les tendances novatrices qui se font jour dans les milieux artistiques romains, qui s'éloignent des modèles grecs classiques et hellénistiques et dont s'entichent un ordre en plein essor, les chevaliers romains, et une classe de nouveaux riches issus de l'affranchissement.
L'idée selon laquelle l'art est réservé aux Grecs va évoluer après le Ier siècle. Sous Hadrien, les Romains sont décomplexés par rapport à leurs grands ancêtres. La villa d'Hadrien à Tivoli va afficher tous les styles, rappeler toutes les époques, citer tous les artistes présents dans l'empire. Il est devenu évident que l'art né sous l'influence de Rome synthétise, réinterprète, prolonge les formes 
conçues dans le monde grec. L'innovation y prend toute sa place. La figure d'Hérode Atticus, qui fait exécuter, par des artistes grecs (à deux pas de l'atelier de Phidias !), des statues cuirassées d'Hadrien et de Marc Aurèle (ce type de statue que Pline l'Ancien affirme être typiquement romaine) et des représentations d'autres membres de la famille impériale pour le nymphée qu'il fait élever à Olympie, est le symbole même de la création d'un art romain assumant à la fois 
son héritage et ses originalités. La question de l'existence et de la légitimité d'un art romain a définitivement trouvé sa solution.

## Le point de vue romain

### Cicéron

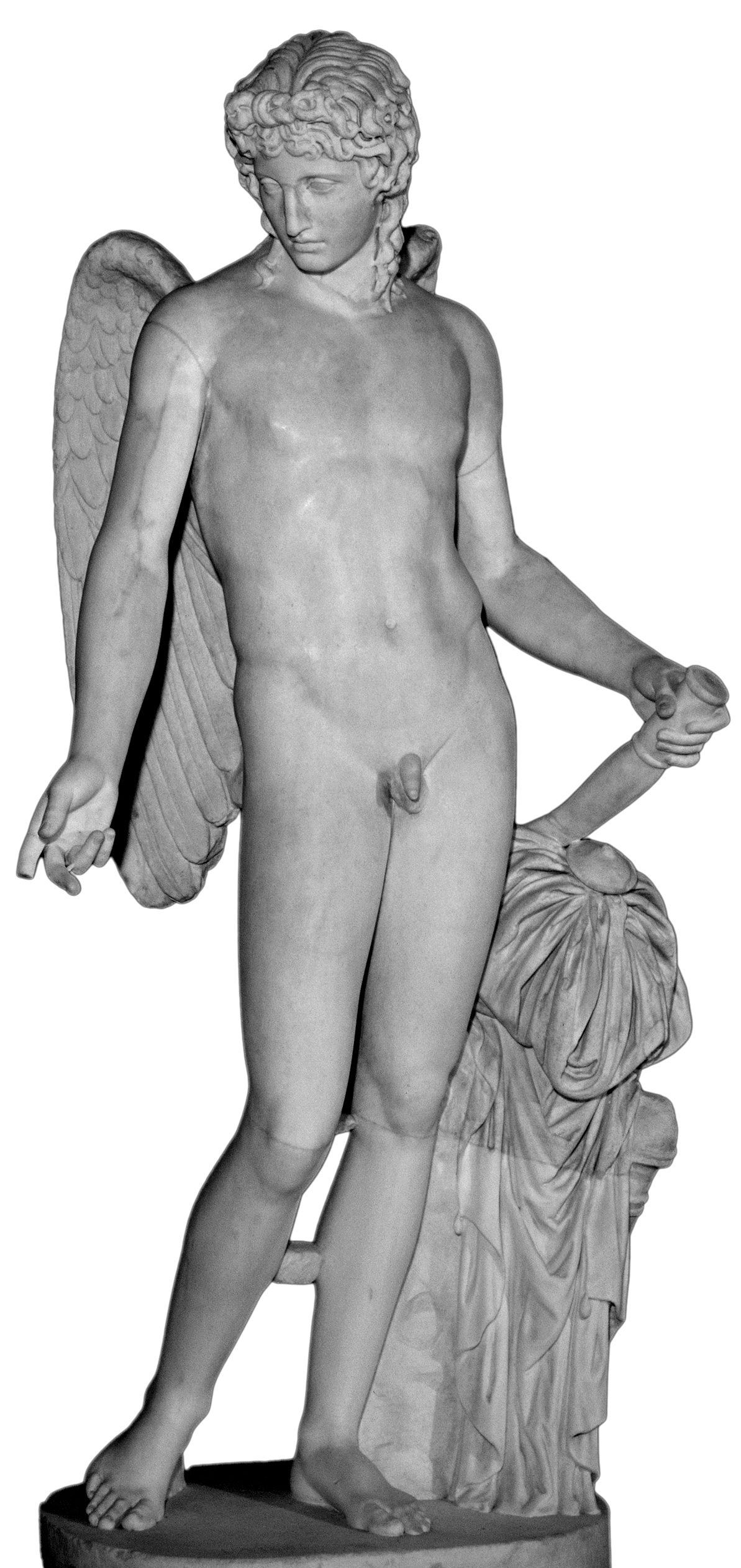
Éros du type de Centocelle, dit "Éros Farnèse", copie romaine d'après un original traditionnellement attribué à Praxitèle, Naples, musée archéologique national

Le cas de Cicéron est typique de l'ambiguïté de l'attitude romaine face à l'art grec hellénistique. Cicéron connaît bien les provinces de tradition grecque de l'Empire. Comme tout Romain d'un certain rang, il est allé parfaire son éducation à Athènes, en -79. Il a ensuite visité l'Asie mineure et est retourné en Italie par Rhodes. On ne sait guère s'il a fréquenté les milieux artistiques ; il semble qu'il se soit surtout intéressé à la philosophie, auprès d’interlocuteurs grecques. En -75, il entame sa carrière politique par la questure, en Sicile. Il s'occupe suffisamment bien des finances pour que les Siciliens viennent lui demander en -70 de plaider leur cause contre le préteur Verrès. Dans les Verrines, le plaidoyer qu'il compose à cette occasion, Cicéron répartit en cinq points les griefs contre Verrès, dont le vol d'œuvres d'art. L'œuvre d'art revêt donc à ses yeux, et à ceux des juges auxquels il s'adresse, une grande importance. Certes, une des raisons est que ces œuvres provenaient de sanctuaires et qu'à elles s'attachait un caractère sacré. Cicéron explique également « qu'il est étonnant à quel point les Grecs se plaisent à ces choses que nous méprisons », mais que c'est un drame pour eux, que de se voir arracher ces objets transmis par leurs ancêtres ou qui font la réputation de leurs villes. Mais surtout, elles représentent une richesse colossale, c'est-à-dire que leur valeur vénale est très élevée. En effet, ces œuvres sont, pour beaucoup, des créations de grands artistes grecs. Et Cicéron de s'offusquer que l'Eros de Praxitèle ait été extorqué par Verrès pour 1600 misérables sesterces !
Mais alors comment se fait-il qu'un homme qui a vécu dans les plus prestigieux centres artistiques de Grèce fasse si peu de cas de la beauté et de la perfection technique des œuvres de Praxitèle, de Myron, de Polyclète, qu'il cite ? Pourquoi ne confesse-t-il que du mépris et pas de délectation, un des objectifs souverains qu'il fixe pourtant à l'art oratoire ? Parle-t-il d'art plastique avec prudence à des juges qu'il suppose empreints d'un préjugé qu'en fait il ne partage pas ? Est-ce pourquoi il ne décrit jamais les œuvres dont il parle, se contentant d'adjectifs vagues : bonus, egregius, magnificus, nobilis, optimus, praeclarus, pulcher ? En réalité, quand au début du discours il cite un premier grand nom, Praxitèle, il explique qu'il a dû apprendre les noms des artistes pour les besoins de son enquête. Cette naïveté, cet aveu un peu maladroit ne sont pas feints. En -70, Cicéron n'a que 36 ans. Il ne connaît la Grèce que depuis sept ans. Féru de philosophie et de rhétorique grecques, en bon citoyen romain, il manque de goût pour l'art et ne cache pas son ignorance, à l'instar de ces vieux aristocrates qu'il rêve de supplanter. Cependant, dès les années 68-65 av. J.-C., sa correspondance témoigne d'une démarche de collectionneur, avide de statues, de tableaux, de reliefs... Mais là encore, outre l'ostentation de richesse, Cicéron semble surtout attendre de ces œuvres un décor pour ses propriétés. L'expression artistique compte peu. C'est à partir de 55 av. J.-C., avec la rédaction du De oratore, que, dans ses écrits sur la rhétorique et ses ouvrages philosophiques, Cicéron entame une réflexion sur l'expression artistique et qu'il recourt à un vocabulaire esthétique commun à la plastique, à l'art oratoire et à la philosophie. Le langage de l'art devient chez Cicéron le langage même de la philosophie. En ces années de maturité, la démarche cicéronienne en rhétorique, qui consiste à faire de l'art des orateurs grecs un art romain, annonce une démarche parallèle qui consistera à traduire dans l'art romain celui des artistes grecs.

### Horace

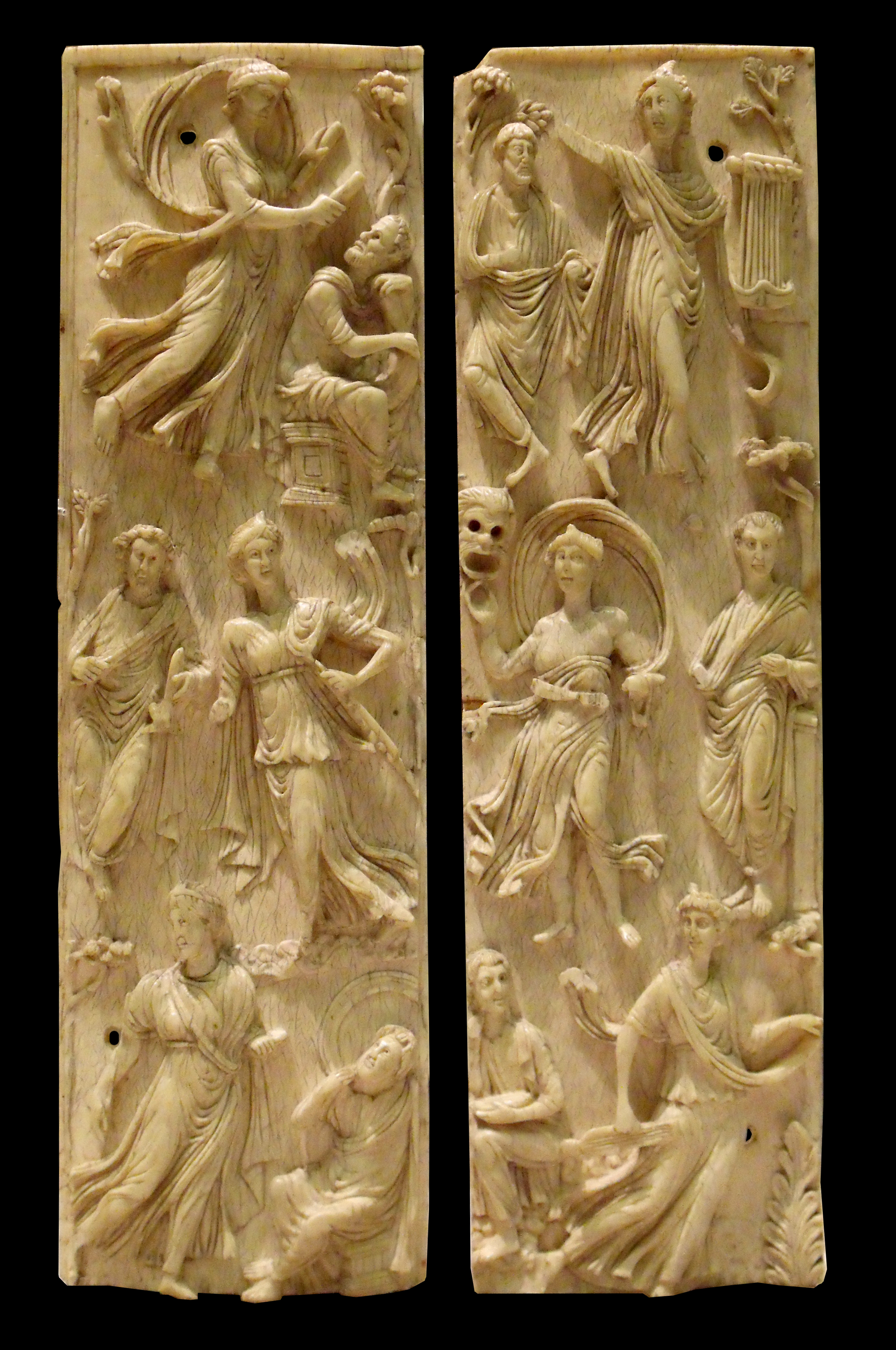
Diptyque des Muses (ivoire), V. Musée du Louvre, LP 1267. On reconnaît Horace dans le personnage assis à gauche en bas du feuillet de droite.

D'Horace, on ne retient souvent que le célèbre passage d'une de ses lettres les plus importantes, véritable programme d'action culturelle à l'usage de l'empereur : 

« La Grèce domptée subjugua ses farouches vainqueurs
 
Et fit entrer ses arts dans le Latium sauvage. »

On oublie alors qu'il ne s'agit dans ce passage que de poésie et singulièrement de théâtre. Toutefois, Horace est un témoin de son temps suffisamment curieux de tout pour étendre ses réflexions dans tous les domaines de l'art. Et en effet, Horace reconnaît l'antériorité (et non la supériorité) des Grecs dans toutes les formes artistiques :

« Ce fut tard, en effet, que [le Latium] s'aiguisa l'esprit aux livres de Grecs

Et commença à chercher la sérénité après les guerres puniques. »

Est-ce parce qu'il est fils d'affranchi qu'Horace se montre plus sensible aux tendances nouvelles qui se font jour dans l'art romain ? En tout cas, il se fait l'écho de ces artistes et de leurs clients pour qui l'horizon grec peut être dépassé :

« Du jour où les Grecs cessèrent de se faire la guerre

Se mirent à badiner et se gâtèrent dans une existence sans remous,

Ils s'enflammèrent là pour des athlètes, ici pour des chevaux,

Dans le marbre, dans l'ivoire ou dans le bronze, ils adorèrent leurs artistes.

Leur regard et leur esprit s'arrêtèrent à des toiles peintes,

Tantôt des flutes, tantôt des tragédies les réjouirent.

Ainsi s'amuse l'enfant pendu au sein de sa jeune nourrice :

Ce que son désir le faisait rechercher, voilà qu'il le laisse, devenu grand.

Est-il rien qui nous charme ou nous est odieux, que l'on puisse croire figé à jamais ? »

Horace reconnaît donc la dette de la culture latine envers la Grèce, mais il pense qu'il est temps d'inventer de nouvelles expressions artistiques. Il raille dans le peuple (vulgus) ceux qui vénèrent les anciens sans nuance et s'indigne contre les vieux (patres, senes) qui rejettent les innovations de leurs cadets (minores), ou celui qui porte aux nues un vieil auteur qu'il n'a même pas lu. 

« Il ne chérit pas le génie des disparus, 
Mais combat le nôtre, c'est nous et nos œuvres qui le faisons blanchir de dégoût. 
Eh quoi ? Si la nouveauté eut été si odieuse aux Grecs 
Qu'elle l'est pour nous, qu'aurions nous gardé d'ancien, aujourd'hui ? Et que tiendrait, 
Que lirait, qu'userait la communauté des lecteurs, homme après homme ? »

Dès l'ouverture de son épitre, Horace a annoncé, après un éloge des temps nouveaux inaugurés par Auguste, dans quel camp il se trouvait. Auguste a démontré et Horace conclut : les arts de son époque surpassent ceux du passé.

« Si parce que les écrits des Grecs sont, de tous, les plus anciens 
Aussi bien que les meilleurs, on pèse les écrivains romains 
À la même balance, alors, il n'y a pas à discuter.
 Qu'il n'y ait plus de noyaux aux olives ni de coquille aux noix
Si nous ne sommes pas aujourd'hui  au faîte  de la grandeur : nous peignons, 
nous chantons, nous luttons mieux que les Grecs au corps huilé . »

### Virgile

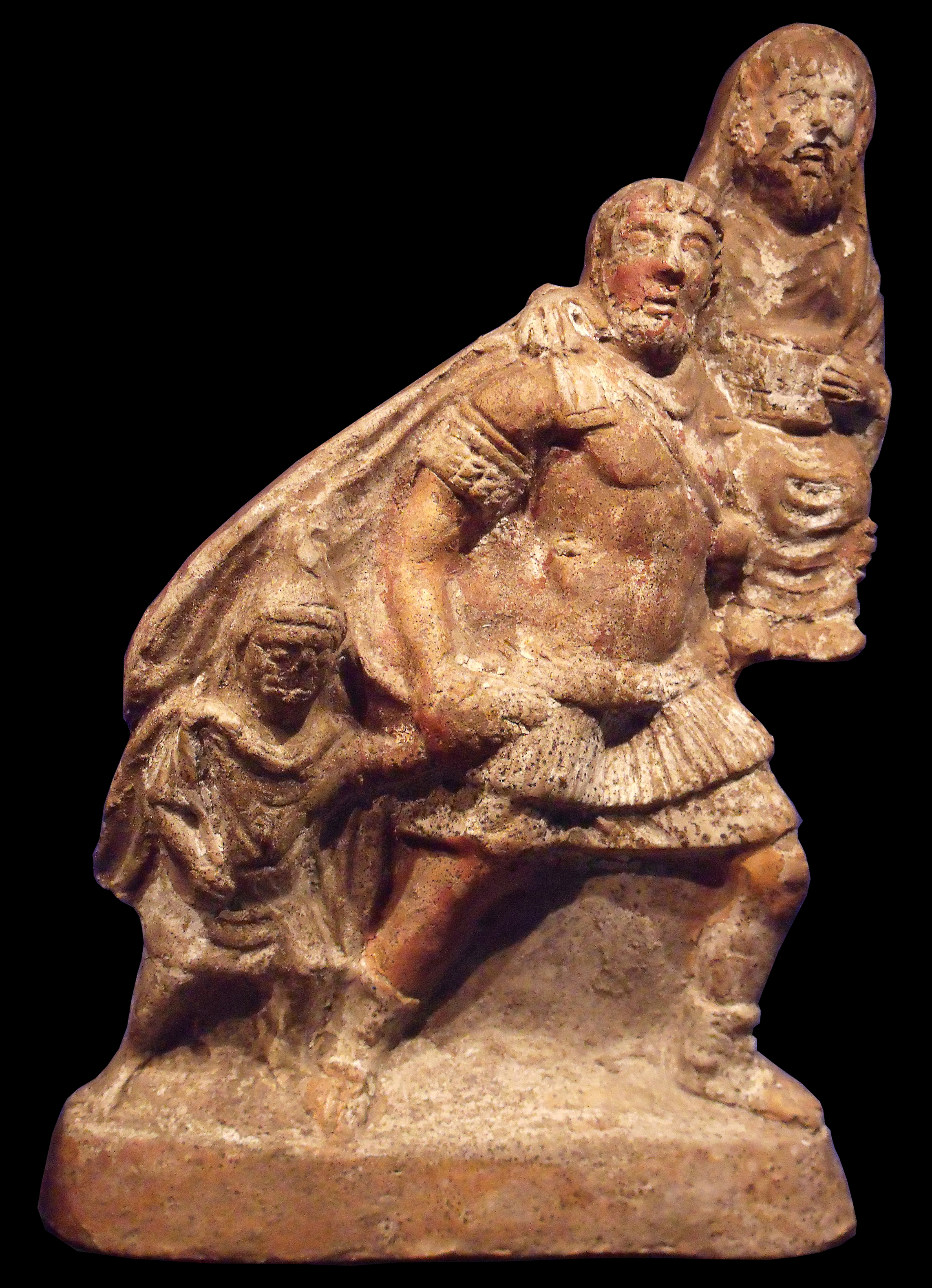
Énée fuyant Troie en flammes, portant sur ses épaules son père Anchise et tenant par la main son fils Ascagne. Découvert à Pompéi. I. Naples, musée archéologique national, INV. 110338 (h = 17 cm).

C'est dans une épopée en hexamètres dactyliques, une forme on ne peut plus grecque, que Virgile va raconter les débuts du peuple romain, comment Énée, enfui de Troie en flammes avec sur le dos son père Anchise et dans ses bagages ses dieux Pénates, va s'installer dans le Latium. C'est à la faveur d'une nekuia, visite au monde des morts évidemment inspirée de celle d'Ulysse dans l'Odyssée, que Virgile, dans la bouche de feu Anchise va exprimer le rapport du peuple romain aux arts :

« D'autres frapperont, je le crois, des bronzes à la respiration plus délicate, 

Ils tireront du marbre des visages pleins de vie 

Ils plaideront des causes plus joliment, décriront les mouvements des cieux 

De leur compas et prédiront le surgissement des étoiles. 

Toi, Romain, n'oublie pas de diriger les peuples sous ton empire. 

Voilà ce que seront tes arts : couronner la paix par les lois, 

Être bon avec les soumis et défaire les orgueilleux à la guerre »

Rarement l'opposition entre un peuple guerrier et un peuple artiste n'aura été aussi claire. Pourtant, ce sont toutes les contradictions de la politique augustéenne envers les arts qui se retrouvent sous le calame de Virgile. Officiellement, Auguste légitime son pouvoir en affichant un retour aux formes anciennes de la République. Il exalte la toge contre le costume grec . Ce faisant il donne des gages à cette aristocratie conservatrice qui domine le Sénat et qui a pour idéal proclamé les Caton, Cincinnatus et autres vieux Romains. En réalité, le cas de l'épopée virgilienne le montre, Auguste ne peut en aucun cas faire l'économie de la dimension culturelle et artistique de 
la politique qu'il veut mener. Le nouveau régime qu'il veut fonder peut certes réutiliser les vieilles représentations, les anciens symboles, mais il doit aussi créer sa propre imagerie. Il doit s'inscrire dans une relative rupture par rapport aux dernières années de la République et aux chefs de clan dont l'ego démesuré s'incarnait fastueusement dans les portraits et les statues inspirés par les pratiques de rois 
hellénistiques. Il ne peut (ni ne veut, sans doute) s'enraciner dans les traditions des vieilles familles patriciennes, au goût austère (voire indigent), car il n'est pas l'otage des patriciens. Auguste choisit donc un style à la fois ancien et relativement peu représenté dans l'art romain du Ier siècle av. J.-C. : le classicisme athénien. D'autre part, il va pousser des artistes à inventer de nouvelles formules, des représentations inédites d'un pouvoir sans précédent, des images claires pour un régime ambigu (royal ou républicain ? humain ou divin ?...). Dorénavant, l'art doit être à l'échelle d'un empire soumis à une seule autorité et cela sera l'une des grandes réussites de l'art romain.

### Pline l'Ancien

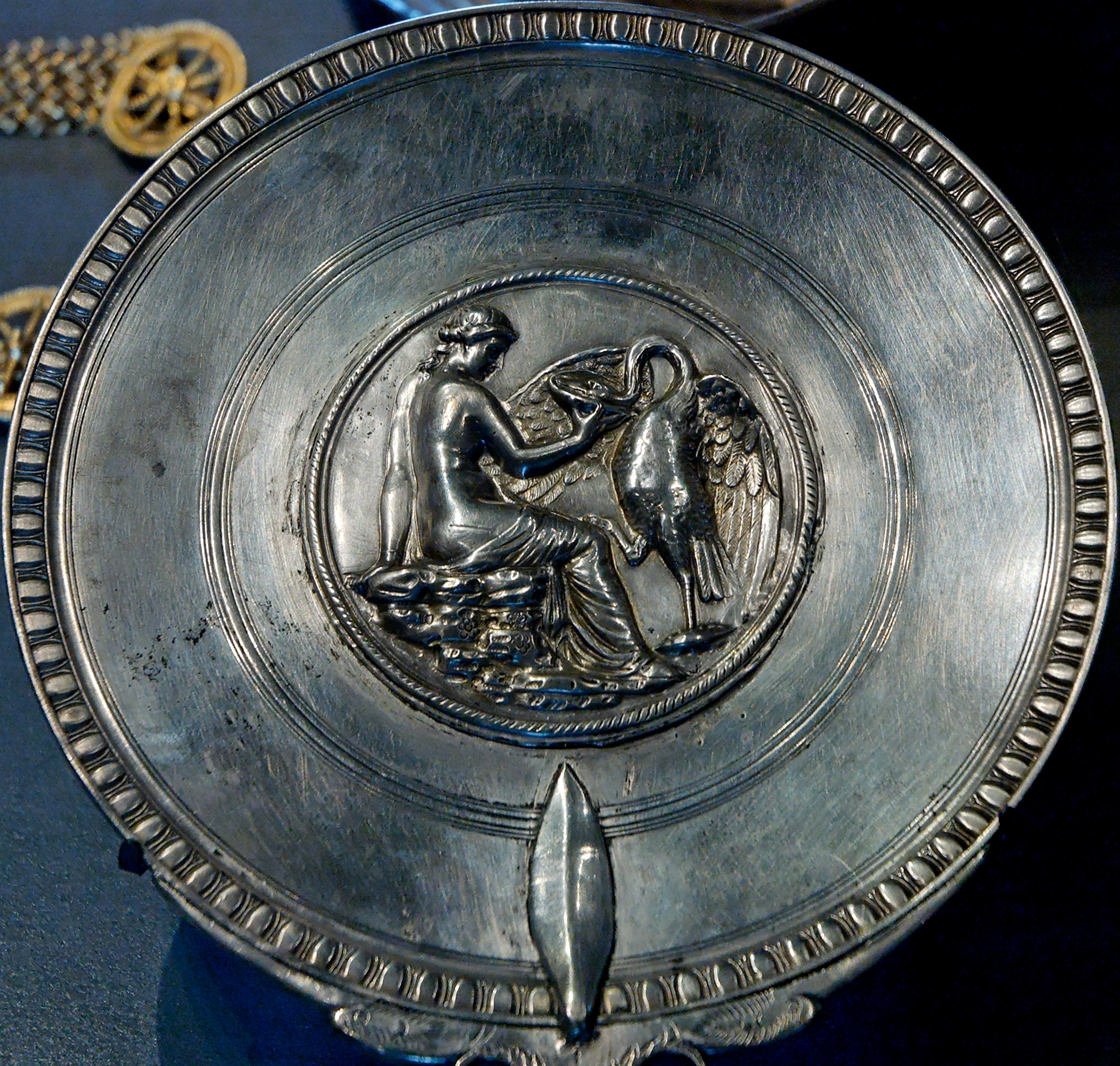
Miroir du trésor de Boscoreale (argent), I. Musée du Louvre, Bj 2159. Léda et le cygne.

Dignitas artis morientis, la dignité d'un art moribond : tels sont les termes dans lesquels Pline l'Ancien juge la peinture de son temps, sur laquelle porte largement son Histoire naturelle. Cette vision semble d'emblée excessive, car enfin les peintres romains décorent encore des murs au IVe siècle, 300 ans après cette exclamation définitive. Comment expliquer cette différence entre le jugement de Pline, habituellement mesuré, et la réalité des vestiges ?
Pline utilise ces mots funèbres pour expliquer qu'il ne sera question que de peinture ancienne, essentiellement grecque. Car l'« art moribond » selon Pline, c'est la peinture de chevalet, sur bois ou sur toile, de son temps. En effet, il cite, parmi des dizaines d'artistes, Zeuxis d'Héraclée, Parrhasius d'Ephèse, Timanthe de Cythnos, Pamphile d'Amphipolis et son élève Apelle de Cos, tous peintres de chevalet. Il détaille leurs œuvres les plus célèbres, dont certaines, dit-il, ont atteint la perfection. Aucune des œuvres dont il parle n'a survécu, car il ne subsiste aucun vestige de tableau, grec ou romain (à l'exception, peut-être, des portraits funéraires dits du Fayoum). Ce sont des fresques, une tout autre technique, que nous pouvons voir à Pompéi, Herculanum, Stabies, Boscoreale, Boscotrecase, Oplontis, c'est-à-dire sur les sites auxquels nous devons l'immense majorité des 
documents archéologiques sur la peinture romaine. Le préfet de la flotte de Misène n'en dit mot, alors qu'il disserte en détail sur des œuvres à jamais disparues. 

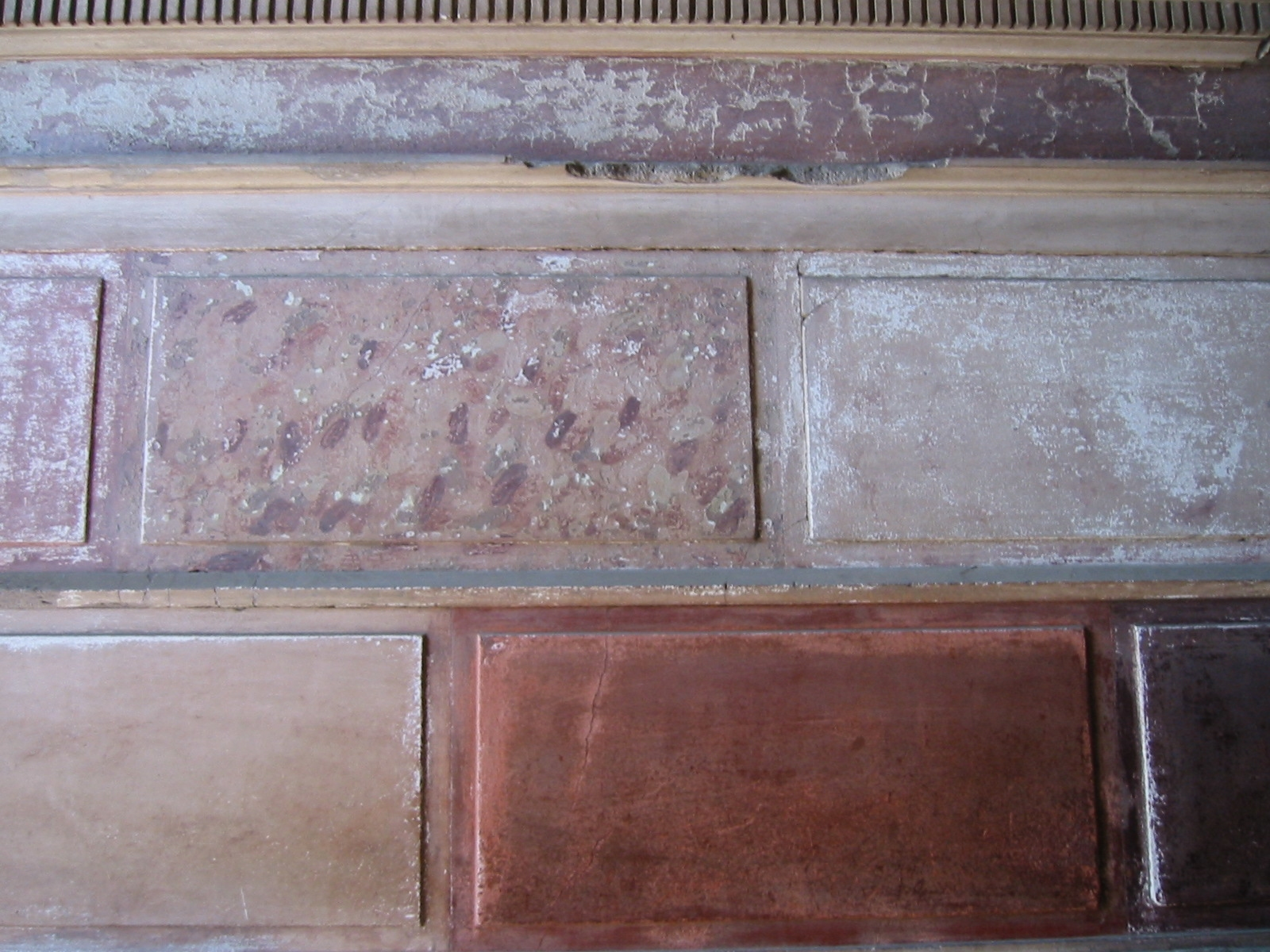
Entrée de la maison samnite, fresque de premier style pompéien, Herculanum.

Pline n'émet donc aucun jugement sur la peinture murale de son temps. Il juge décadente la peinture sur chevalet, mais nous ne pourrons jamais évaluer la justesse de ses vues. On pourrait en revanche s'étonner de son mutisme sur les fresques qui couvraient les murs de ses contemporains. En effet, Pline meurt en 79, au cours de l'éruption du Vésuve. Son époque est celle de l'épanouissement du Dernier style de la peinture pompéienne. C'est l'époque de la plus grande diversité, de la plus large liberté, du plus haut point de maîtrise des peintres-fresquistes romains. C'est que pour Pline, la peinture murale n'a pas le même rang, le même prestige et la même glorieuse histoire que la peinture de chevalet. Peut-être lui est-il difficile de concevoir que l'agonie de la peinture (de chevalet), qu'il regrette, est concomitante d'un changement de technique, de support, d'échelle, et sans doute de clientèle, comme si l'art pictural cherchait à se renouveler après avoir atteint certaines limites.
Comme souvent, le renouvellement général des conditions dans lesquelles s'exerce un art n'a pas rencontré d'emblée une unanimité en sa faveur. On songe au conservatisme du propriétaire de l'immense et somptueuse Maison du Faune à Pompéi, qui ne cesse d'agrandir et d'embellir sa demeure, mais qui n'en change pas le décor mural, pourtant vieux de près de deux siècles en 79 (Premier style). Mais contrairement à Vitruve, Pline ne condamne pas l'effort de création des peintres à la fresque. Il l'ignore simplement. Il ne fait pas même la critique des peintres de chevalet de son temps. A bien le lire, il n'y a pas d'appréciation esthétique, stylistique ou sensible dans ses propos. Ce qu'il signale, ce sont les innovations des anciens peintres, ce en quoi ils excellaient.

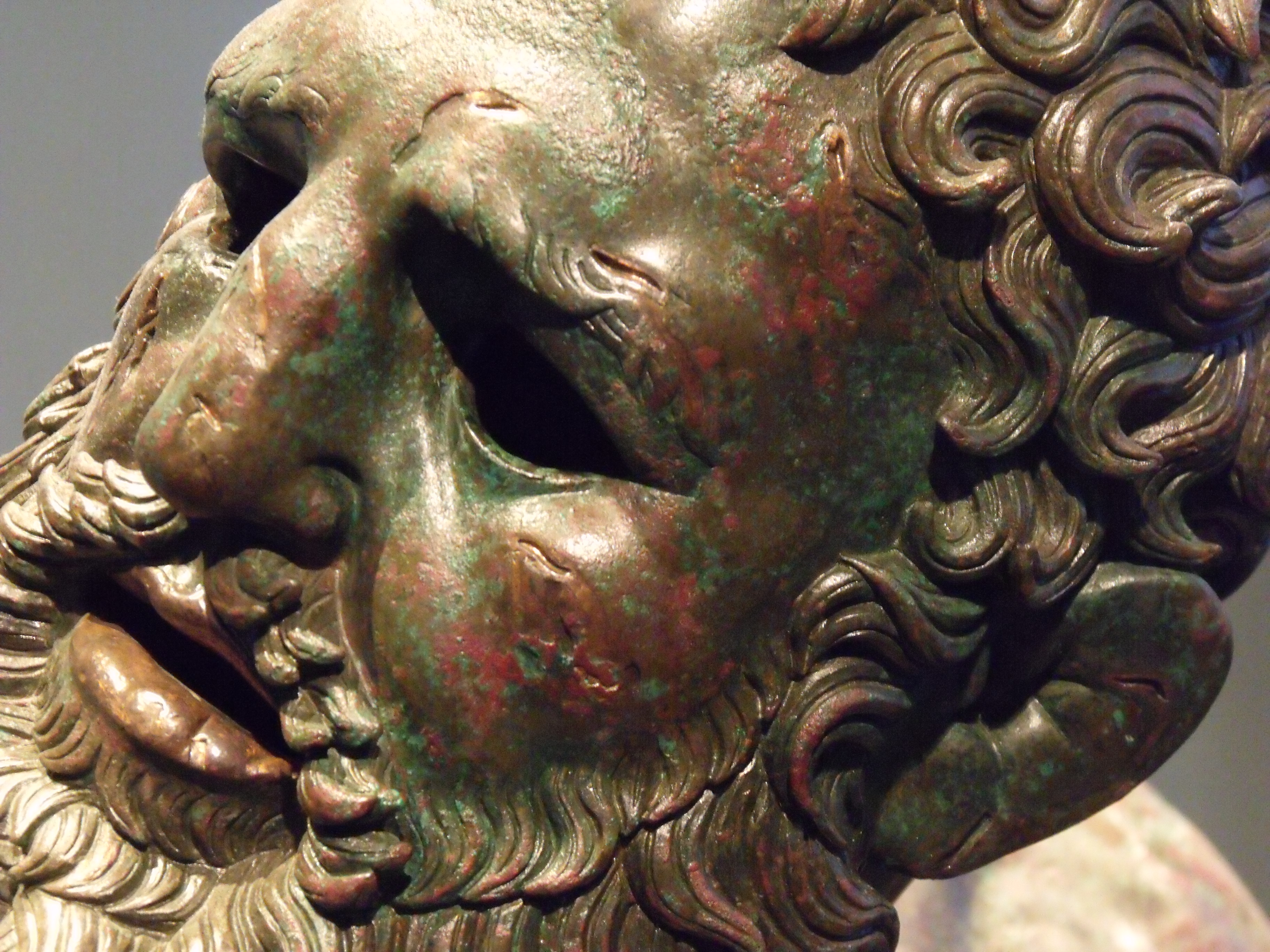
Tête du Pugiliste des Thermes découvert dans les thermes de Constantin, II ou. palais Massimo alle Terme, Rome.

La question du rejet de l'art moderne de son temps se pose encore plus sérieusement quand Pline énumère au livre XXXIV , qui traite du cuivre et des statues en bronze, les innombrables artistes qui s'illustrèrent, année après année, dans l'art du bronze. La dernière année qu'il évoque est la 121e olympiade (les années -296-292). Ensuite, écrit-il, « cessavit deinde ars »,« ensuite l'art cessa ». Cette date correspond exactement au début de la période hellénistique, une des plus brillantes pour la statuaire antique, qui nous a laissé le Pugiliste des Thermes en bronze et l'Éphèbe d'Agde, entre autres chefs-d'œuvre de bronze.
C'est qu'en fait Pline n'écrit pas une histoire culturelle, mais une histoire naturelle, et, de plus, dans une optique morale et philosophique. Il ne parle des arts que du point de vue des matériaux (minéraux colorés, marbre, métaux, etc.) et en décrit l'usage qu'en font les hommes. Cet usage est bon ou mauvais et cette appréciation se fait en fonction de critères qui ne sont pas esthétiques. Pline envisage l'art de son temps comme menacé par l'excès, l'abus et le gâchis des biens de la nature dont il disserte. Il oppose la démarche novatrice de certains artistes à l'usage effréné dépourvu d'imagination, un art tourné vers le public à un art tourné vers l'appropriation privée, le marché. Ces oppositions se justifient dans une conception philosophique de l'Histoire, pour laquelle toute société, tout peuple, tout régime politique subit une phase inévitable de déclin après des siècles de progrès. Pour beaucoup d'auteurs anciens, la mort d'Alexandre le Grand a signifié le début du déclin de la Grèce et de ses arts, notamment oratoires. La montée en puissance de Rome s'effectue en parallèle de ce déclin jusqu'à ce que la conquête de l'Orient vienne gâter les vertus 
romaines.

### Quintilien

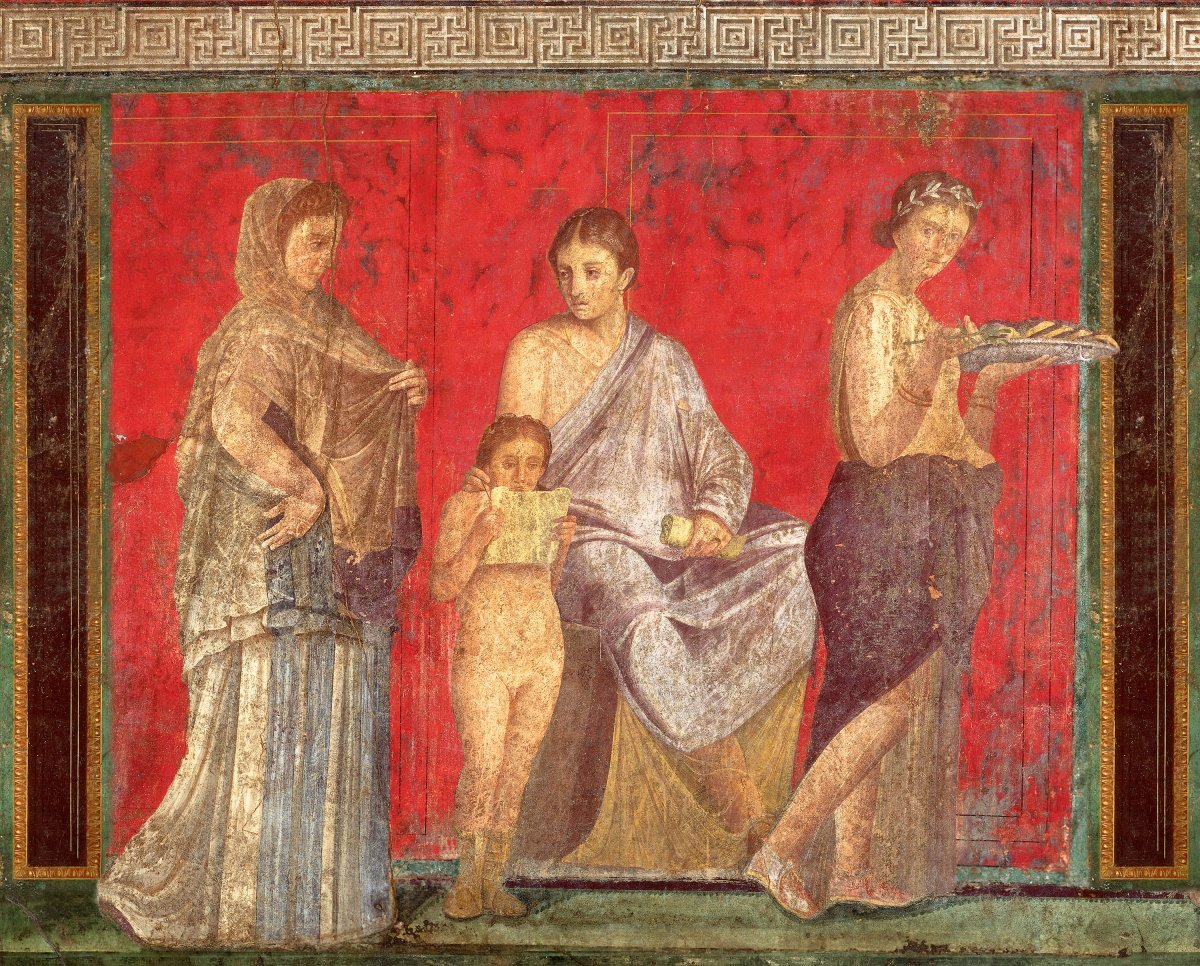
Mégalographie de la Villa des Mystères, Pompéi, vers -60. Un jeune garçon lit un texte sous le regard de sa mère.

La recherche de l'originalité est une conception artistique tout à fait moderne : il suffit de penser aux innombrables Crucifixions, Vierges à l'Enfant, Visitations, qui occupent les peintres depuis le Moyen Âge, pour s'en convaincre. L'idée de faire œuvre originale correspond sans doute à l'"émergence du sujet" en philosophie, à partir du XVIIe siècle. Dans l'Antiquité, en tout cas, l'imitation est le fondement de l'éducation. Un passage de Quintilien énumère les avantages de l'imitation :

« Et en effet, on ne peut non plus douter que l'art se tient en grande partie dans l'imitation. De même que l'invention vient avant et est essentielle, de même, il est utile de suivre les inventions bien conçues. Et toute l'économie de la vie consiste à tâcher de faire ce que nous approuvons chez autrui.  Ainsi l'enfant suit le tracé des lettres pour s'habituer à écrire, le musicien la voix de son maître, les peintres les œuvres de leurs aînés et les paysans prennent en exemple la culture éprouvée par l'expérience : nous voyons, enfin, qu'en toute discipline, les débuts consistent à se former d'après une forme obligée qui nous est proposée. Et par Hercule, il faut bien être soit semblable, soit dissemblable à ceux qui font bien. Et c'est rarement la nature qui nous rend semblables, bien plutôt l'imitation. »

Le phénomène de la copie antique doit donc être compris dans un contexte où il n'a rien du contenu dépréciatif qui s'y rattache aujourd'hui (avec les notions de plagiat, d'imitation plus ou moins servile...). Cependant, il faut souligner que Quintilien ne fait pas de l'imitation un idéal : il précise bien initia disciplinae, le « commencement de la discipline ». En effet, il existe, dans la 
conception artistique des Anciens, une notion concurrente de l'imitation : l'émulation.

« C'est aussi une honte de se contenter d'égaler ce que l'on imite. »

« Et je refuse que la paraphrase ne soit qu'interprétation, mais un combat ou une rivalité autour des mêmes pensées. »

Pour Quintilien, il doit y avoir un progrès dans le domaine de l'art :

« Car, au contraire, où serait-on, si personne n'avait rien accompli de plus que celui qu'il imite ? [...] Il n'y aurait pas de peintures, seulement des lignes suivant le contour des ombres que forment les corps au soleil. »

Les appels de Quintilien ne sont pas vains, puisque, lorsque de riches Romains souhaitent une copie fidèle d'une œuvre célèbre, ils doivent expressément spécifier que la copie doit être exacte. Ce dépassement du modèle, dans l'art romain, sera obtenu essentiellement par le rapprochement de plusieurs modèles au sein d'une même œuvre, et par une adaptation au milieu, dans l'optique d'une composition globale du décor. C'est le fondement de l'éclectisme romain.